# Colchicum dolichantherum
Colchicum dolichantherum är en tidlöseväxtart som beskrevs av Karin Persson. Colchicum dolichantherum ingår i släktet tidlösor, och familjen tidlöseväxter. Inga underarter finns listade i Catalogue of Life.